# David Handley
David Handley, (Birmingham, 3 de febrer de 1932 - 9 de març de 2013) va ser un ciclista anglès. Va destacar en el ciclisme en pista especialment en la Velocitat. Com amateur va obtenir una medalla de bronze al Campionats del Món de l'especialitat de 1960, per darrere de l'italià Sante Gaiardoni i el belga Leo Sterckx.
Va participar en els Jocs Olímpics de 1960.